# Wysoka Góra (Pogórze Przemyskie)
Wysoka Góra – szczyt o wysokości 509 m n.p.m., na Pogórzu Przemyskim w Paśmie Kalwaryjskim, na granicy z Ukrainą.